# العلاقات الجزائرية الطاجيكستانية
العلاقات الجزائرية الطاجيكستانية هي العلاقات الثنائية التي تجمع بين الجزائر وطاجيكستان.

## مقارنة بين البلدين
هذه مقارنة عامة ومرجعية للدولتين:
| وجه المقارنة                                              | الجزائر                      | طاجيكستان                          |
| --------------------------------------------------------- | ---------------------------- | ---------------------------------- |
| المساحة (كم2)                                             | 2.38 مليون                   | 143.10 ألف                         |
| عدد السكان (نسمة)                                         | 38.81 مليون                  | 8.92 مليون                         |
| الكثافة السكانية (ن./كم²)                                 | 16.31                        | 62.33                              |
| العاصمة                                                   | الجزائر                      | دوشنبه                             |
| اللغة الرسمية                                             | اللغة العربية، لغات أمازيغية | اللغة الطاجيكية                    |
| العملة                                                    | دينار جزائري                 | ساماني طاجيكي، الروبل الطاجيكستاني |
| الناتج المحلي الإجمالي (بليون دولار)                      | 170.37 مليار                 | 7.15 مليار                         |
| الناتج المحلي الإجمالي (تعادل القوة الشرائية) بليون دولار | 582.63 مليار                 | 24.03 مليار                        |
| الناتج المحلي الإجمالي الاسمي للفرد دولار أمريكي          | 4.21 ألف                     | 925                                |
| الناتج المحلي الإجمالي للفرد دولار أمريكي                 | 14.19 ألف                    | 2.69 ألف                           |
| مؤشر التنمية البشرية                                      | 0.745                        | 0.624                              |
| رمز المكالمات الدولي                                      | +213                         | +992                               |
| رمز الإنترنت                                              | .dz                          | .tj                                |
| المنطقة الزمنية                                           | ت ع م+01:00                  | ت ع م+05:00                        |

## منظمات دولية مشتركة
يشترك البلدان في عضوية مجموعة من المنظمات الدولية، منها:
| علم المنظمة | اسم المنظمة                        | تاريخ انضمام الجزائر | تاريخ انضمام طاجيكستان |
| ----------- | ---------------------------------- | -------------------- | ---------------------- |
|             | مؤسسة التنمية الدولية              | 26 سبتمبر 1963       | 4 يونيو 1993           |
|             | مؤسسة التمويل الدولية              | 23 سبتمبر 1990       | 2 ديسمبر 1994          |
|             | منظمة حظر الأسلحة الكيميائية       | ?                    | ?                      |
|             | الأمم المتحدة                      | 8 أكتوبر 1962        | 2 مارس 1992            |
|             | الاتحاد الدولي للاتصالات           | 3 مايو 1963          | 28 أبريل 1994          |
|             | منظمة التعاون الإسلامي             | ?                    | ?                      |
|             | منظمة الشرطة الجنائية الدولية      | ?                    | ?                      |
|             | الاتحاد البريدي العالمي            | ?                    | ?                      |
|             | البنك الدولي للإنشاء والتعمير      | 26 سبتمبر 1963       | 4 يونيو 1993           |
|             | وكالة ضمان الاستثمار متعدد الأطراف | 4 يونيو 1996         | 9 ديسمبر 2002          |
|             | يونسكو                             | 15 أكتوبر 1962       | 6 أبريل 1993           |
|             | الفريق المعني برصد الأرض           | 2005                 | ?                      |

## وصلات خارجية
- موقع وزارة الخارجية الجزائرية